# Agave ovatifolia
Agave ovatifolia ist eine Pflanzenart aus der Gattung der Agaven (Agave). Ein englischer Trivialname ist „Whale´s Tongue Agave“.

## Beschreibung
Agave ovatifolia wächst solitär mit einer Wuchshöhe von 60 bis 90 cm und ist 80 bis 120 cm breit. Die bläulichen bis grauen, variabel angeordneten, steifen, kräftigen, breiten elliptischen bis ovalförmigen Blätter sind 35 bis 40 cm lang, 20 bis 24 cm breit. Die Blattränder sind unregelmäßig gezahnt. Der dunkelgraue bis schwarze variable spitze bis abgestumpfte Enddorn wird 2 bis 3 cm lang.
Der rispige, gerade bis etwas gebogene Blütenstand wird 3,5 bis 4 m hoch. Die grünen bis gelbfarbenen, zahlreichen Blüten erscheinen in der Mitte bis zur oberen Hälfte des Blütenstandes am Ende der locker angeordneten, variablen Verzweigungen und sind 65 bis 75 mm lang. Die Blütenröhre ist 15 bis 20 mm lang.
Die länglichen dreikammerigen Kapselfrüchte sind 50 bis 60 mm lang und 15 bis 20 mm breit. Die glänzenden, schwarzen mondförmigen Samen sind 5 bis 6 mm lang und 3 bis 4 mm breit.

## Systematik und Verbreitung
Agave ovatifolium wächst endemisch in Mexiko in den Bundesstaaten Nuevo León in Kalkboden, an steinigen, Hängen, in Wald- und Grasland in 1100 bis 1300 m Höhe. Sie ist vergesellschaftet mit Agave asperrima, Yucca rostrata, Dasylirion-Arten, Ferocactus hamatacanthus und weiteren Kakteen- und Sukkulentenarten.
Die Erstbeschreibung durch Gregory Dirk Starr und José Angel Villarreal-Quintanilla ist 2002 veröffentlicht worden.
Agave ovatifolia ist ein Vertreter der Gruppe Parryanae und wächst endemisch in der Sierra de Lampazos in Nord Nuevo Leon in Mexiko. Pflanzen wurden zuerst von Nickels (1870) gefunden und unter dem Namen „Agave Noah“ bekannt. William Trelease stufte diese nicht gültig beschriebene Art 1911 als ein Synonym von Agave wislizenii ein. Charakteristisch sind die kompakten, mehr offenen Rosetten mit den bläulichen bis grauen, variabel angeordneten, steifen, kräftigen, breiten elliptischen bis ovalförmigen Blätter. Die Blattränder sind unregelmäßig gezahnt. Der dunkelgraue bis schwarze spitze bis abgestumpfte Enddorn wird 2 bis 3 cm lang.
Agave ovatifolia ist nahe verwandt mit Agave havardiana und Agave parasana, den weiteren Vertretern der Parryanae-Gruppe, gleichwohl sind die Unterschiede in Größe, Blatt- und Blütenstruktur erkennbar.
Agave ovatifolia kann bei trockenem Stand kurze Frostperioden bis knapp unter −10 °C überstehen.